# Bidessus unistriatus
Bidessus unistriatus is een keversoort uit de familie waterroofkevers (Dytiscidae). De wetenschappelijke naam van de soort is voor het eerst geldig gepubliceerd in 1777 door Goeze.